# Chikuma (tàu tuần dương Nhật)
Chikuma (tiếng Nhật: 筑摩) là một tàu tuần dương hạng nặng của Hải quân Đế quốc Nhật Bản, là chiếc thứ hai trong lớp Tone vốn chỉ có hai chiếc. Tên của nó được đặt theo sông Chikuma tại tỉnh Nagano của Nhật Bản. Nó từng được sử dụng rộng rãi trong Chiến tranh Thế giới thứ hai cho đến khi bị đánh đắm ngày 25 tháng 10 năm 1944 trong Trận chiến ngoài khơi Samar.

## Thiết kế và chế tạo
Lớp tàu tuần dương Tone được chấp thuận cho chế tạo vào năm 1932. Chikuma được thiết kế cho các nhiệm vụ tuần tra trinh sát tầm xa và có thể mang theo một lượng thủy phi cơ lớn. Chikuma được đặt lườn vào ngày 1 tháng 10 năm 1935 tại xưởng đóng tàu của hãng Mitsubishi tại Nagasaki. Nó được hạ thủy vào ngày 19 tháng 3 năm 1938 và được đưa ra hoạt động vào ngày 20 tháng 5 năm 1939.

## Lịch sử hoạt động
Sau nhiều tháng nằm trong thành phần Hải đội Tuần dương 6 của Đệ Nhị hạm đội, Chikuma được chuyển sang Hải đội Tuần dương 8 vào tháng 11 năm 1939. Ngoài việc tham gia các cuộc tập trận thường xuyên trong vùng biển nhà Nhật Bản, nó còn có ba lượt hoạt động tại khu vực biển Nam Trung Quốc từ tháng 3 năm 1940 đến tháng 3 năm 1941.

### Trận Trân Châu Cảng
Vào cuối năm 1941, Chikuma cùng với con tàu chị em với nó Tone được phân về Hải đội Tuần dương 8, và đã hiện diện trong cuộc Tấn công Trân Châu Cảng. Sáng sớm ngày 7 tháng 12 năm 1941, Chikuma và Tone mỗi chiếc đã cho phóng lên một chiếc thủy phi cơ Aichi E13A1 "Jake" để trinh sát thời tiết bên trên đảo Oahu lần cuối cùng. Lúc 06 giờ 30, Chikuma và Tone mỗi chiếc lại tung ra một chiếc thủy phi cơ hai chỗ ngồi tầm ngắn Nakajima E8N "Dave" hoạt động như những tiêu điểm radar và tuần tra về phía Nam của Lực lượng tấn công. Thủy phi cơ của Chikuma đã báo cáo về sự hiện diện của chín chiếc thiết giáp hạm đang thả neo trong cảng (có thể đã nhầm lẫn chiếc tàu mục tiêu-huấn luyện Utah (AG-16) là một thiết giáp hạm). Trong cuộc tấn công diễn ra sau đó, các thiết giáp hạm Arizona, Oklahoma, West Virginia và California bị đánh chìm, trong khi Nevada, Pennsylvania, Tennessee, Maryland cùng nhiều tàu chiến nhỏ khác bị hư hại.
Vào ngày 16 tháng 12, Hải đội Tuần dương 8 được lệnh hỗ trợ cho nỗ lực nhằm chiếm đảo Wake lần thứ hai. Hỏa lực phòng không đã làm hỏng một thủy phi cơ tuần tiễu của Chikuma, khiến nó bị buộc phải hạ cánh xuống biển, nhưng đội bay được giải cứu. Sau khi Wake thất thủ, Hải đội Tuần dương 8 quay trở về Kure, Hiroshima. Đến ngày 14 tháng 1 năm 1942, Hải đội Tuần dương 8 đặt căn cứ tại Truk thuộc quần đảo Caroline, và hỗ trợ cho cuộc đổ bộ lực lượng Nhật Bản lên Rabaul thuộc New Britain cũng như các cuộc tấn công nhắm vào Lae và Salamaua thuộc New Guinea. Vào ngày 24 tháng 1 năm 1942, máy bay của Chikuma đã tấn công quần đảo Admiralty. Sau cuộc không kích do Phó Đô đốc William Halsey, Jr trên chiếc tàu sân bay Enterprise thực hiện nhắm vào Kwajalein diễn ra ngày 1 tháng 2, Chikuma rời Truk cùng Lực lượng tấn công tàu sân bay tiến hành truy đuổi bất thành. Sau đó Chikuma và Tone tham gia vào cuộc Ném bom cảng Darwin thuộc Australia vào ngày 19 tháng 2, tiêu diệt 15 máy bay và đánh chìm 11 tàu. Từ ngày 25 tháng 2 năm 1942, Chikuma tham gia vào việc hỗ trợ cho cuộc xâm chiến của quân Nhật tại Java.

### Trận chiến biển Java
Vào ngày 1 tháng 3 năm 1942, thủy phi cơ của Chikuma đã phát hiện ra chiếc tàu chở hàng Hà Lan tải trọng 8.806 tấn Modjokerto đang tìm cách thoát đi từ Tjilatjap về Australia. Chikuma cùng với Tone và các tàu khu trục Kasumi và Shiranuhi đã đánh chặn và đánh chìm chiếc tàu hàng này trước giữa trưa. Chiều hôm đó, Hải đội Tuần dương 8 đã phát hiện chiếc tàu khu trục cũ Edsall ở vị trí 250 dặm về phía Nam Đông Nam đảo Christmas. Chikuma đã bắn các quả đạn pháo 203 mm (8 inch) nhắm vào nó từ khoảng cách rất xa 11 dặm, nhưng tất cả đều bị bắn trượt. Sau đó Chikuma được sự phối hợp của các thiết giáp hạm Hiei và Kirishima, vốn cũng khai hỏa các khẩu pháo chính 355 mm (14 inch)của chúng. Tuy nhiên, Edsall không chỉ tìm cách né tránh được 297 quả đạn pháo 355 mm (14 inch) và 132 quả đạn 152 mm (6 inch) từ những chiếc thiết giáp hạm cùng với 844 quả đạn pháo 203 mm (8 inch) và 62 quả đạn 127 mm (5 inch) từ các tàu tuần dương, nhưng còn tiến lại gần và khai hỏa các khẩu pháo 102 mm (4 inch) nhắm vào chiếc Chikuma. Những phát bắn trúng xuất phát từ Hiei và Tone cũng như các máy bay ném bom bổ nhào cất cánh từ Sōryū và Akagi cuối cùng đã chặn được Edsall, và nó bị kết liễu bởi Chikuma.
Ngày 4 tháng 3, Chikuma đánh chìm chiếc tàu buôn Hà Lan tải trọng 5.412 tấn Enggano (trước đó đã bị hư hại bởi một thủy phi cơ xuất phát từ Takao). Ngày 5 tháng 3, thủy phi cơ của Tone và Chikuma đã tham gia cuộc tấn công vào Tjilatjap. Sau khi Đông Ấn thuộc Hà Lan đầu hàng, Chikuma được giao nhiệm vụ tham gia các hoạt động tại Ấn Độ Dương.

### Không kích Ấn Độ Dương
Ngày 5 tháng 4 năm 1942, Chikuma nằm trong thành phần một lực lượng đặc nhiệm lớn, đã tung ra 315 máy bay không kích vào Columbo, Ceylon. Kết quả là các tàu chiến Tenedos, Hector cùng 27 máy bay bị tiêu diệt và trên 500 người thiệt mạng ngay tại cảng, trong khi các tàu tuần dương Cornwall và Dorsetshire bị đánh chìm ngoài biển. Sau khi truy tìm những lực lượng còn lại của Hải quân Hoàng gia Anh, vào ngày 9 tháng 4, Lực lượng Đặc nhiệm Ấn Độ Dương đã tung ra 91 máy bay ném bom bổ nhào Aichi D3A1 "Val" và 41 máy bay tiêm kích Mitsubishi A6M2 "Zeke" tấn công căn cứ hải quân Anh tại Trincomalee, Ceylon. Chúng tìm thấy một hải cảng trống rỗng, nhưng cũng gây hư hại cho các cơ sở hậu cần của cảng và bắn rơi chín máy bay; rồi sau đó đánh chìm chiếc tàu sân bay Anh HMS Hermes, tàu chiến Australia HMAS Vampire và tàu hộ tống nhỏ HMS Hollyhock, một tàu chở dầu và một tàu tiếp liệu ngoài biển cách căn cứ 65 dặm.
Chikuma cùng với lực lượng đặc nhiệm rút lui về Nhật Bản vào giữa tháng 4 năm 1942, khi nó hầu như ngay lập tức được giao nhiệm vụ truy đuổi bất thành Lực lượng Đặc nhiệm 16.2 của Đô đốc Halsey bao gồm chiếc tàu sân bay Hornet sau vụ Đột kích Doolittle.

### Trận Midway
Trong trận Midway, Tone cùng Hải đội Tuần dương 8 nằm trong thành phần Lực lượng Tấn công tàu sân bay của Phó Đô đốc Nagumo Chūichi. Vào ngày 4 tháng 6, Tone và Chikuma mỗi chiếc đã cho phóng lên hai thủy phi cơ Aichi E13A1 "Jake" để trinh sát trong một phạm vi rộng đến 300 dặm nhằm truy tìm các tàu sân bay Mỹ. Máy bay của Tone đã tìm thấy mục tiêu, nhưng do hệ thống báo cáo quan liêu nội bộ bên trong cấu trúc chỉ huy, bản báo cáo của nó đã không được chuyển giao ngay cho Đô đốc Nagumo. Kết quả là ông đã ra lệnh cho máy bay của mình chuẩn bị một đợt không kích khác xuống đảo Midway trước khi nhận được báo cáo, đưa đến kết quả bi thảm là bị đánh chìm tất cả bốn tàu sân bay hạm đội. Thủy phi cơ của Chikuma đã tìm thấy chiếc tàu sân bay USS Yorktown, và đã dõi theo nó trong vòng ba giờ, hướng dẫn cho những chiếc máy bay ném bom tấn công Yorktown vào buổi chiều tối hôm đó. Hai chiếc thủy phi cơ khác của Chikuma đã tiếp tục quan sát Yorktown vốn đã bị hỏng nặng suốt đêm đó, trong đó một chiếc cùng đội bay đã bị mất. Sau đó Chikuma đã hướng dẫn cho chiếc tàu ngầm I-168 tìm kiếm và tiêu diệt chiếc Yorktown sáng sớm hôm sau.
Sau đó Chikuma và Tone được điều đến giúp đỡ lực lượng tấn công quần đảo Aleut của Phó Đô đốc Boshiro Hosogaya. Tuy nhiên, sự phản công của lực lượng Đồng Minh tại đây đã không diễn ra như dự tính, nên Hải đội Tuần dương 8 bình yên quay trở về. Chikuma quay về cảng Ominato vào ngày 24 tháng 6.

### Trận chiến Đông Solomon
Chuẩn Đô đốc Chuichi Hara tiếp nhận quyền chỉ huy Hải đội Tuần dương 8 từ ngày 14 tháng 7 năm 1942. Cùng với việc lực lượng Đồng Minh đổ bộ lên đảo Guadalcanal, Chikuma và Tone được lệnh tiến về phía Nam vào ngày 16 tháng 8 cùng với các tàu sân bay Shōkaku, Zuikaku, Zuihō, Junyō, Hiyō và Ryūjō. Chúng được tháp tùng bởi các thiết giáp hạm Hiei và Kirishima, tàu chở thủy phi cơ Chitose cùng các tàu tuần dương Atago, Maya, Takao và Nagara.
Vào ngày 24 tháng 8 năm 1942, các tàu tuần dương Kumano, Suzuya và Mogami của Hải đội Tuần dương 7 đến gia nhập tăng cường cho lực lượng hạm đội tại khu vực Guadalcanal. Sáng hôm sau, một chiếc thủy phi cơ PBY Đồng Minh phát hiện ra Ryūjō, và sau đó những chiếc máy bay ném bom bổ nhào SBD Dauntless và máy bay ném bom-ngư lôi TBF Avenger cất cánh từ Enterprise đã tấn công nó nhưng không thành công. Bảy thủy phi cơ của Tone và Chikuma đã được tung ra để truy tìm hạm đội Mỹ; và một chiếc xuất phát từ Chikuma đã phát hiện ra lực lượng Mỹ, nhưng đã bị bắn rơi trước khi kịp gửi bản báo cáo. Tuy nhiên, một thủy phi cơ thứ hai đã thành công, và hạm đội Nhật tung ra đợt tấn công nhắm vào Enterprise, đánh trúng nó ba quả bom khiến sàn tàu bằng gỗ bốc cháy. Cùng lúc đó, người Mỹ cũng phát hiện ra hạm đội Nhật, và Ryūjō bị đánh chìm bởi máy bay xuất phát trừ tàu sân bay Saratoga. Chikuma không bị thiệt hại nào trong trận này, và đã quay về Truk an toàn.
Trong suốt tháng 10, Chikuma và Tone tuần tra tại khu vực phía nam quần đảo Solomon, chờ đợi cơ hội tái chiếm sân bay Henderson.

### Trận chiến Santa Cruz

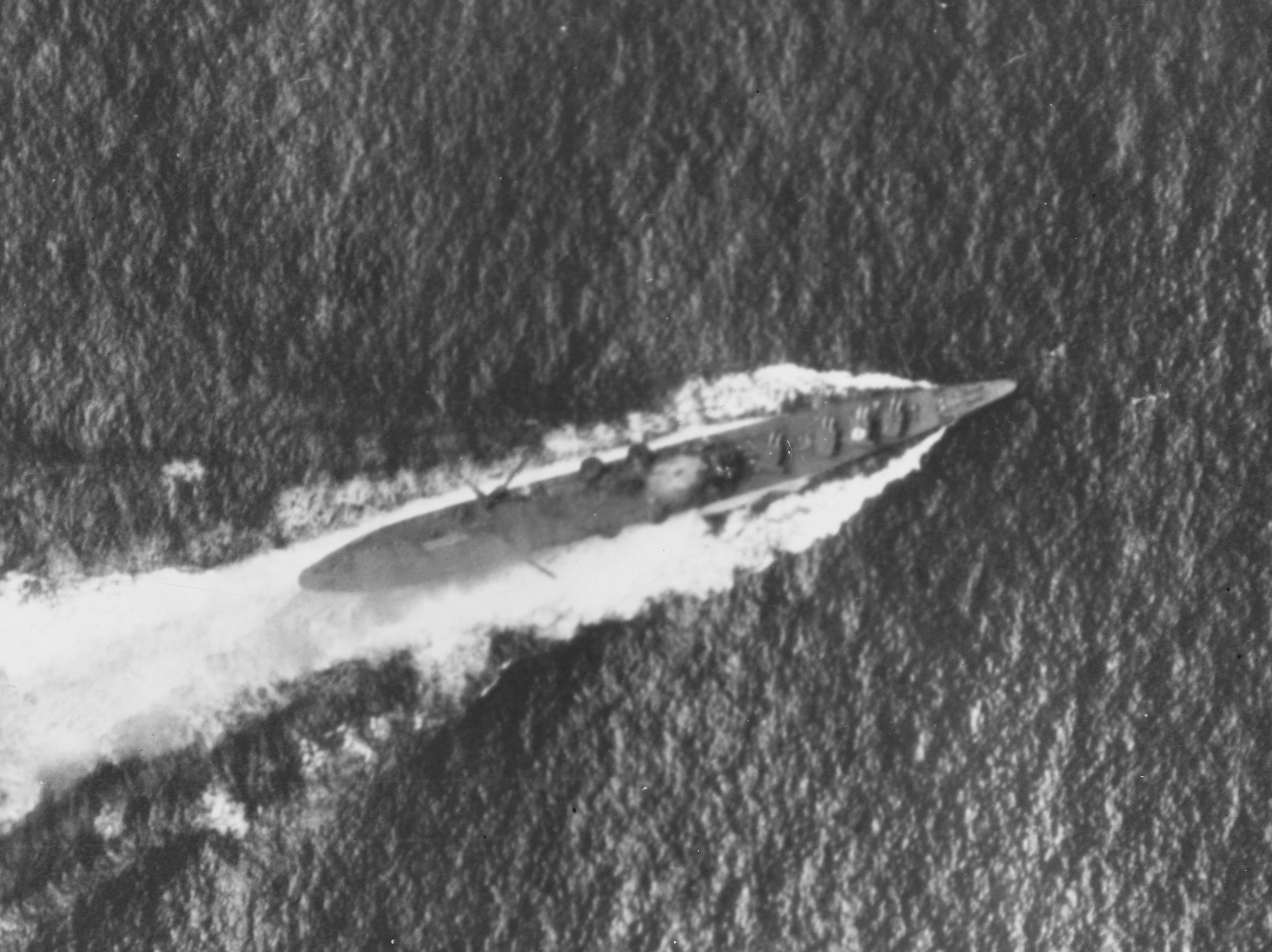
Chikuma đang chịu đựng đợt không kích trong trận chiến Santa Cruz.

Vào ngày 26 tháng 10 năm 1942, ở vị trí 250 dặm về phía Đông Bắc Guadalcanal, lực lượng đặc nhiệm của Chuẩn Đô đốc Abe Hiroaki tung ra bảy thủy phi cơ để tuần tiễu khu vực phía Nam Guadalcanal. Chúng trông thấy hạm đội Mỹ, và cuộc tấn công mà Đô đốc Abe tung ra sau đó với 13 máy bay ném bom-ngư lôi Nakajima B5N2 "Kate" đã đánh chìm tàu sân bay Hornet cũng như làm hư hại chiếc thiết giáp hạm South Dakota và chiếc tàu tuần dương San Juan. Tuy nhiên, Chikuma bị một chiếc máy bay ném bom bổ nhào Douglas SBD Dauntless duy nhất xuất phát từ Hornet tấn công. Con tàu được thoát khỏi thảm họa nhờ sự nhanh trí của thủy thủ đoàn đã phóng bỏ các quả ngư lôi vài giây trước khi một quả bom 225 kg (500 lb) đánh trúng phòng ngư lôi bên mạn phải phía trước. Chiếc tàu tuần dương còn bị đánh trúng thêm hai quả bom nữa, phá hủy một thủy phi cơ đặt trên máy phóng. Chikuma bị tổn thất 190 người chết cùng 154 người bị thương, trong số đó có Thuyền Komura.
Chikuma được hộ tống bởi các tàu khu trục Urakaze và Tanikaze quay về Truk để sửa chữa khẩn cấp, rồi được gửi về Kure cùng với chiếc tàu sân bay Zuiho cũng bị hư hại. Trong quá trình sửa chữa và tái trang bị, nó được trang bị bổ sung hai khẩu đội pháo phòng không nòng đôi 25 mm Kiểu 96 cùng một hệ thống radar dò tìm không trung Kiểu 21. Công việc sửa chữa hoàn tất vào ngày 27 tháng 2 năm 1943.
Vào ngày 15 tháng 3 năm 1943, Chuẩn Đô đốc Fukuji Kishi tiếp nhận quyền chỉ huy Hải đội Tuần dương 8, và Chikuma được lệnh quay trở lại khu vực Truk. Tuy nhiên, vào ngày 17 tháng 5, Chikuma và Tone được giao nhiệm vụ tháp tùng chiếc thiết giáp hạm Musashi quay trở lại Tokyo đưa di hài của Đô đốc Yamamoto Isoroku về làm lễ quốc tang tại chính quốc. Chikuma quay trở lại Truk vào ngày 15 tháng 7, và đã tránh được nhiều cuộc tấn công bằng tàu ngầm dọc theo đường đi.
Từ tháng 7 đến tháng 11, Chikuma tham gia nhiều chuyến vận chuyển binh lực đến Rabaul, và những chuyến tuần tra tại quần đảo Marshall để truy đuổi bất thành hạm đội Mỹ. Trong khi đang được tiếp nhiên liệu tại Rabaul vào ngày 5 tháng 11 năm 1943, Chikuma và lực lượng đặc nhiệm của nó bị 97 máy bay từ các tàu sân bay Satatoga và USS Princeton tấn công. Các tàu tuần dương Atago, Takao, Maya, Mogami, Agano và Noshiro bị hư hại trong trận này, trong khi Chikuma chỉ bị một chiếc máy bay ném bom bổ nhào SDB duy nhất tấn công, và chỉ chịu đựng những hư hại nhẹ do những quả bom ném suýt trúng.
Khi quay trở về Kure vào ngày 12 tháng 12 năm, Chikuma lại được trang bị thêm các khẩu pháo phòng không 25 mm, nâng tổng số lên 20 nòng pháo. Hải đội Tuần dương 8 bị giải thể vào ngày 1 tháng 1 năm 1944, nên cả hai chiếc Tone và Chikuma đều được phân về Hải đội Tuần dương 7 cùng với Suzuya và Kumano dưới quyền chỉ huy của Chuẩn Đô đốc Nishimura Shoji. Công việc tái trang bị hoàn tất vào ngày 1 tháng 2, và Chikuma quay trở lại Singapore vào ngày 13 tháng 2 và đến Batavia vào ngày 15 tháng 3 sau một tháng tham gia vào đợt đánh cướp tàu buôn tại Ấn Độ Dương. Ngày 20 tháng 3 năm 1944, Chuẩn Đô đốc Kazutaka Shiraishi tiếp nhận quyền chỉ huy Hải đội Tuần dương 7, và Chikuma trở thành soái hạm của ông.

### Trận chiến biển Philippine
Ngày 13 tháng 6 năm 1944, Đô đốc Soemu Toyoda ra mệnh lệnh thực hiện "Chiến dịch A-Go" nhằm phòng thủ bảo vệ quần đảo Mariana. Chikuma được phân về Lực lượng "C" thuộc Hạm đội Cơ động của Phó Đô đốc Jisaburo Ozawa, vốn đã băng qua biển Visayan để đi đến biển Philippine hướng về phía Saipan. Vào ngày 20 tháng 6, sau khi các thiết giáp hạm Haruna và Kongo cùng tàu sân bay Chiyoda bị tấn công bởi máy bay xuất phát từ các tàu sân bay Mỹ Bunker Hill, Monterey và Cabot, và khi hầu hết lực lượng không quân yểm trợ trên không đã bị tiêu diệt trong cái gọi là "Cuộc săn vịt trời Marianas vĩ đại", Chikuma rút lui cùng với Hạm đội Lưu động về phía Okinawa. Sau khi tham gia vận chuyển binh lính đến Okinawa, Chikuma và Tone được phái đến Singapore vào tháng 7, và phục vụ như là soái hạm của Hải đội Tuần dương 4 trong khi Atago đang được sửa chữa.

### Trận chiến vịnh Leyte
Vào ngày 23 tháng 10 năm 1944, Chikuma cùng với Kumano, Suzuya và Tone khởi hành rời Brunei hướng về phía Philippines cùng với Lực lượng Tấn công Lưu động của Phó Đô đốc Kurita. Trong trận chiến eo biển Palawan, Atago và Maya bị tàu ngầm Mỹ đánh chìm và Takao bị hư hại. Trong trận chiến biển Sibuyan diễn ra ngày hôm sau, Musashi bị đánh chìm trong khi Nagato, Haruna và Myoko bị hư hại.
Ngày 25 tháng 10, trong trận chiến ngoài khơi Samar, Chikuma đã tấn công các tàu sân bay hộ tống Mỹ, góp phần đánh chìm chiếc USS Gambier Bay, nhưng phải chịu đựng hỏa lực từ tàu khu trục Mỹ USS Heermann và các đợt không kích. Chikuma gây ra nhiều hư hại cho Heermann, nhưng bản thân nó không lâu sau bị bốn máy bay ném bom-ngư lôi TBM Avenger tấn công, một trong số đó đã phóng thành công một quả ngư lôi Mark 13 trúng đuôi tàu bên mạn trái làm hỏng chân vịt và bánh lái bên mạn trái. Tốc độ Chikuma bị giảm xuống còn 18 knot, rồi chỉ còn 9 knot, nhưng nghiêm trọng hơn cả là con tàu không thể kiểm soát lái được nữa. Đến 11 giờ 05 phút, Chikuma lại bị năm chiếc TBM từ tàu sân bay bỏ túi USS Kitkun Bay tấn công. Chiếc tàu tuần dương bị đánh trúng hai quả ngư lôi ở giữa tàu bên mạn trái và phòng động cơ bị ngập nước. Đến 14 giờ 00 phút, ba chiếc TBM thuộc một phi đội hỗn hợp xuất phát từ các tàu sân bay hộ tống USS Omanney Bay và USS Natoma Bay do Đại úy Joseph Cady dẫn đầu đã thả trúng thêm ngư lôi vào mạn phải chiếc Chikuma. Trước đây người ta tin rằng chiếc tàu khu trục Nowaki đã đón nhận những người còn sống sót trên chiếc Chikuma, rồi sau đó đánh đắm nó tại tọa độ 11°25′B 126°36′Đ / 11,417°B 126,6°Đ vào sáng ngày 25 tháng 10 năm 1944, nhưng một công trình nghiên cứu gần đây cho rằng Chikuma bị chìm do ảnh hưởng của chính những đợt không kích, và Nowaki chỉ đến kịp lúc để vớt những người sống sót trên mặt nước.
Vào ngày 26 tháng 10 năm 1944, đến lượt Nowaki bị đánh chìm bởi hải pháo từ các tàu tuần dương USS Vincennes, Biloxi và USS Miami cùng các tàu khu trục thuộc Hải đội Khu trục 103 USS Miller, USS Owen và USS Lewis Hancock. Nó chìm tại vị trí cách 65 dặm về hướng Nam Đông Nam Legaspi, Philippines với khoảng 1.400 người, trong đó bao gồm tất cả ngoại trừ một người là thành viên thủy thủ đoàn Chikuma còn sống sót.
Chikuma được rút khỏi danh sách Đăng bạ Hải quân vào ngày 20 tháng 4 năm 1945.

## Danh sách thuyền trưởng
- Nishio Hidehiko (sĩ quan trang bị trưởng): 10 tháng 12 năm 1938 - 20 tháng 5 năm 1939
- Nishio Hidehiko: 20 tháng 5 năm 1939 - 20 tháng 10 năm 1939
- Hara Teizo: 20 tháng 10 năm 1939 - 15 tháng 11 năm 1939
- Hashimoto Shintaro: 15 tháng 11 năm 1939 - 1 tháng 11 năm 1940
- Kogure Gunji: 1 tháng 11 năm 1940 - 20 tháng 8 năm 1941
- Komura Keizo: 20 tháng 8 năm 1941 - 10 tháng 11 năm 1942
- Araki Tsutau: 10 tháng 11 năm 1942 - 20 tháng 1 năm 1943
- Shigenaga Kazue: 20 tháng 1 năm 1943 - 7 tháng 1 năm 1944
- Norimitsu Saiji: 7 tháng 1 năm 1944 - 25 tháng 10 năm 1944 (tử trận[4], được truy phong Chuẩn Đô đốc)

## Các hình ảnh

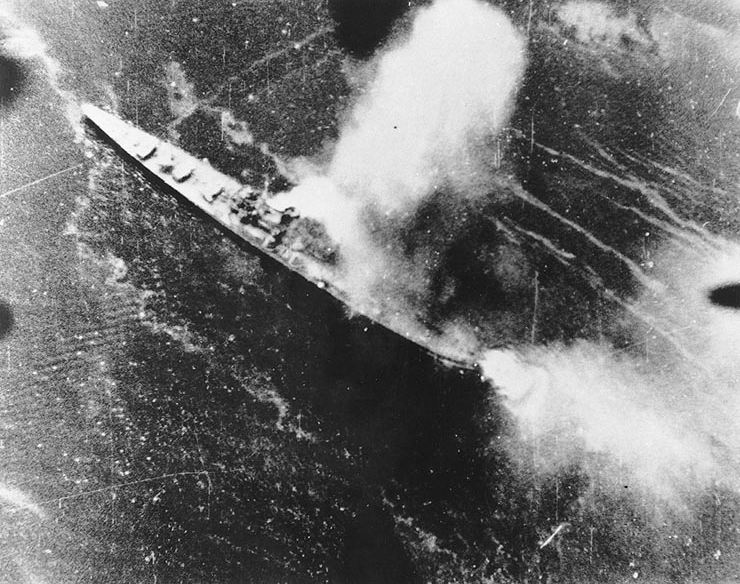
Chikuma đang bị ném bom trong cuộc không kích Rabaul, ngày 5 tháng 11 năm 1943.
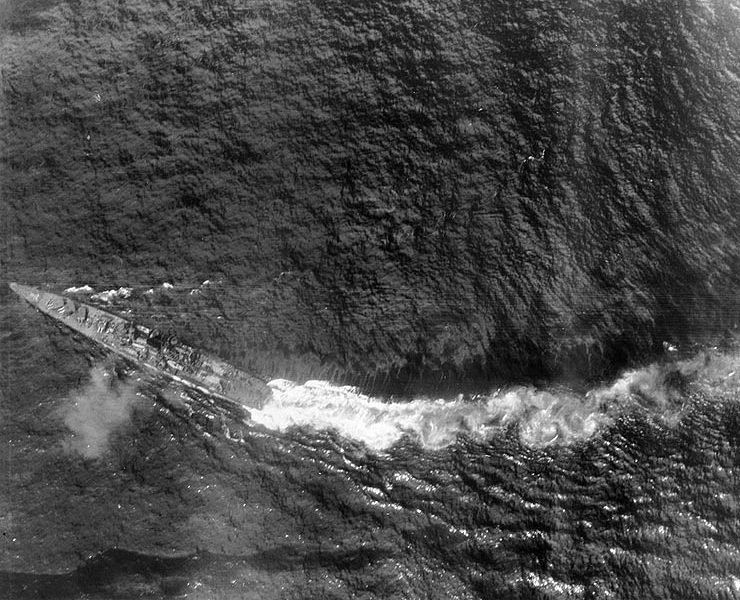
Chikuma đang bị không kích trong Trận chiến ngoài khơi Samar trong khuôn khổ Trận chiến vịnh Leyte, ngày 25 tháng 10 năm 1944. Đuôi tàu bị hư hại nặng bởi một quả ngư lôi đánh trúng, nhưng chân vịt phía ngoài vẫn còn hoạt động được giúp nó tiếp tục di chuyển.

### Sách
- Brown, David (1990). Warship Losses of World War Two. Naval Institute Press. ISBN 1-55750-914-X.
- D'Albas, Andrieu (1965). Death of a Navy: Japanese Naval Action in World War II. Devin-Adair Pub. ISBN 0-8159-5302-X.
- Dull, Paul S. (1978). A Battle History of the Imperial Japanese Navy, 1941-1945. Naval Institute Press. ISBN 0-87021-097-1.
- Howarth, Stephen (1983). The Fighting Ships of the Rising Sun: The drama of the Imperial Japanese Navy, 1895-1945. Atheneum. ISBN 0-68911-402-8.
- Jentsura, Hansgeorg (1976). Warships of the Imperial Japanese Navy, 1869-1945. Naval Institute Press. ISBN 0-87021-893-X.
- Lacroix, Eric (1997). Japanese Cruisers of the Pacific War. Linton Wells. Naval Institute Press. ISBN 0-87021-311-3.
- Whitley, M.J. (1995). Cruisers of World War Two: An International Encyclopedia. Naval Institute Press. ISBN 1-55750-141-6.